# Attitudes
Attitudes è il terzo album in studio (il quarto in totale) della cantante francese Lorie, pubblicato nel 2004.

## Tracce
1. Intro – 0:55
2. Week End – 4:02
3. Ensorcelée – 3:57
4. Sur la scène – 4:17
5. En regardant la mer – 3:51
6. Baggy, bandana et poésie – 4:10
7. La positive attitude – 4:31
8. C'est plus fort que moi – 3:49
9. Si tu revenais – 4:21
10. Ma bonne étoile – 4:33
11. Le temps de partir – 3:25
12. C'est fini – 4:07
13. Au delà des frontières – 5:11